# Gemelliporina hastata
Gemelliporina hastata is een mosdiertjessoort uit de familie van de Cleidochasmatidae. De wetenschappelijke naam van de soort is voor het eerst geldig gepubliceerd in 2009 door Judith Winston en Robert Woollacott.